# Лука Модрич
Лу́ка Мо́дрич (хорв. Luka Modrić, нар. 9 вересня 1985, Задар, Хорватія) — хорватський футболіст, капітан збірної Хорватії, півзахисник італійського клубу «Мілан». Шестиразовий переможець Ліги чемпіонів УЄФА. Капітан збірної Хорватії, фіналіст ЧС-2018 та найкращий гравець цього турніру. Володар Золотого м'яча 2018.

## Клубна кар'єра
Народився 9 вересня 1985 року в місті Задар. Під час війни Хорватії за незалежність сім'я Луки змушена була переїхати в Затон. Після того, як його батько повернувся з армії, Лука почав грати у футбол у місцевій Академії спорту.

### «Динамо»
Вихованець юнацьких команд футбольних клубів «Задар» та «Динамо» (Загреб).
2002 року почав залучатися до основної команди клубу «Динамо» (Загреб), втім жодної офіційної гри у її складі не провів. Натомість, протягом 2003—2005 років грав на умовах оренди — спочатку у складі боснійського клубу «Зриньські», а згодом у хорватському «Інтері» (Запрешич).
Своєю грою за останню команду знову привернув увагу представників тренерського штабу головної команди «Динамо» (Загреб), до складу якого повернувся 2005 року. Цього разу відіграв за «динамівців» наступні три сезони своєї ігрової кар'єри. Більшість часу, проведеного у складі загребського «Динамо», був основним гравцем команди, відзначався досить високою результативністю.

### «Тоттенгем»
У квітні 2008 року стало відомо про перехід хорвата до англійського «Тоттенгем Хотспур», який сплатив за його трансфер 16,5 мільйона фунтів, повторивши таким чином клубний рекорд трансферної вартості, встановлений роком раніше при підписанні Даррена Бента. Модрич відіграв за лондонський клуб чотири з шести прописаних у контракті сезонів, ставши за цей час ключовою фігурою у центрі поля «шпор» і провівши понад 150 матчів у всіх змаганнях.

### «Реал»
У 2012 році президент іспанського «Реал Мадрид» Флорентіно Перес зацікавився Лукою, і клуб підписав з ним п'ятирічний контракт, трансферна сума за незалежними оцінками становила близько 30 мільйонів фунтів. Дебютував за «королівський клуб» через два дні після підписання контракту, 29 серпня 2012 року, вийшовши на заміну у другій грі за Суперкубок Іспанії. Цей трофей став для нього першим у формі «Реала».
18 жовтня 2016 року подовжив свій контракт з «Реалом» до 2020 року.
Став основним диспетчером атак команди Жозе Моурінью. Залишався ключовим гравцем середини поля в тактичних побудовах наступних очільників тренерського штабу «Реала» — Карло Анчелотті, Рафаеля Бенітеса і Зінедіна Зідана. Під керівництвом останнього протягом 2016—2018 років тричі поспіль вигравав Лігу чемпіонів УЄФА. Незмінно обирався до символічної збірної Ліги чемпіонів за результатами цих тріумфальних для його клубу розіграшів. Також тричі ставав переможцем Клубного чемпіонату світу, у розіграші цього змагання 2017 року був визнаний його найкращим гравцем.
Віцекапітан команди у сезоні 2022—2023.

## Виступи за збірні
2001 року дебютував у складі юнацької збірної Хорватії, взяв участь у 22 іграх на юнацькому рівні, відзначившись 1 забитим голом.
Протягом 2004—2005 років залучався до складу молодіжної збірної Хорватії. На молодіжному рівні зіграв у 15 офіційних матчах, забив 2 голи.
2006 року дебютував в офіційних матчах у складі національної збірної Хорватії. Того ж року був учасником чемпіонату світу в Німеччині, де двічі виходив на заміну в матчах групового етапу.
На чемпіонаті Європи 2008 року взяв участь у трьох з чотирьох ігор своєї команди. Був автором єдиного переможного гола у матчі групового етапу проти господарів змагання, Австрії, чим допоміг хорватам вийти до стадії плей-оф.
На чемпіонаті Європи 2012 року і чемпіонаті світу 2014 року вже був ключовим гравцем хорватської збірної, відігравши за неї в усіх матчах, проте в обох випадках подолати груповий етап не вдалося.
Провів два матчі групового етапу на Євро-2016, причому в першому з них, проти Туреччини, саме його гол виявився єдиним у грі й допоміг хорватам, як і 8-ма роками раніше, вийти з групи. Повністю провів на полі й гру 1/8 фіналу, де «картаті» мінімально (0:1) програли майбутнім переможцям першості, португальцям. Після континентальної першості про завершення виступів за збірну оголосив її багаторічний лідер і капітан Даріо Срна, після чого саме Модрич отримав капітанську пов'язку у національній команді.
Гра відбору на чемпіонат світу 2018 проти України, що завершилася перемогою хорватів з рахунком 2:0, стала для Модрича ювілейною, сотою, у формі збірної.
У фінальній частині чемпіонату світу 2018 капітан хорватської команди учергове продемонстрував свої бомбардирські якості, забивши по голу у двох стартових матчах групового етапу — проти Нігерії (2:0) і Аргентини (3:0) — чим допоміг своїй команді завчасно оформити вихід до стадії плей-оф. У 1/8 фіналу при нічиї 1:1 після овертайму по пенальті перемогли данійців (3:2). У чвертьфіналі пройшли росіян (1:1, по пенальті 4:3). У півфіналі в овертаймі здолали Англію (2:1). Фінал для збірної Хорватії все ж не вийшов переможним. Вони поступилися Франції з рахунком 4:2.
| Дата       | Місто                   | Господарі          | Результат               | Гості              | Турнір                                    | Голи | Примітки     |
| ---------- | ----------------------- | ------------------ | ----------------------- | ------------------ | ----------------------------------------- | ---- | ------------ |
| 1-3-2006   | Базель                  | Хорватія           | 3 – 2                   | Аргентина          | товариський матч                          | -    | 84'          |
| 23-5-2006  | Відень                  | Австрія            | 1 – 4                   | Хорватія           | товариський матч                          | -    | 57'          |
| 28-5-2006  | Осієк                   | Хорватія           | 2 – 2                   | Іран               | товариський матч                          | -    | 46'          |
| 3-6-2006   | Вольфсбург              | Хорватія           | 0 – 1                   | Польща             | товариський матч                          | -    | 73'          |
| 7-6-2006   | Женева                  | Хорватія           | 1 – 2                   | Іспанія            | товариський матч                          | -    | 46'          |
| 18-6-2006  | Нюрнберг                | Японія             | 0 – 0                   | Хорватія           | ЧС 2006 - 1-й етап                        | -    | 78'          |
| 22-6-2006  | Штутгарт                | Хорватія           | 2 – 2                   | Австралія          | ЧС 2006 - 1-й етап                        | -    | 74'          |
| 16-8-2006  | Ліворно                 | Італія             | 0 – 2                   | Хорватія           | товариський матч                          | 1    | 40'          |
| 6-9-2006   | Москва                  | Росія              | 0 – 0                   | Хорватія           | Відбір до ЧЄ 2008                         | -    |              |
| 7-10-2006  | Загреб                  | Хорватія           | 7 – 0                   | Андорра            | Відбір до ЧЄ 2008                         | 1    |              |
| 11-10-2006 | Загреб                  | Хорватія           | 2 – 0                   | Англія             | Відбір до ЧЄ 2008                         | -    |              |
| 15-11-2006 | Тель-Авів-Яфо           | Ізраїль            | 3 – 4                   | Хорватія           | Відбір до ЧЄ 2008                         | -    |              |
| 7-2-2007   | Рієка                   | Хорватія           | 2 – 1                   | Норвегія           | товариський матч                          | 1    |              |
| 24-3-2007  | Загреб                  | Хорватія           | 2 – 1                   | Північна Македонія | Відбір до ЧЄ 2008                         | -    |              |
| 2-6-2007   | Таллінн                 | Естонія            | 0 – 1                   | Хорватія           | Відбір до ЧЄ 2008                         | -    |              |
| 6-6-2007   | Загреб                  | Хорватія           | 0 – 0                   | Росія              | Відбір до ЧЄ 2008                         | -    |              |
| 8-9-2007   | Загреб                  | Хорватія           | 2 – 0                   | Естонія            | Відбір до ЧЄ 2008                         | -    |              |
| 12-9-2007  | Андорра-ла-Велья        | Андорра            | 0 – 6                   | Хорватія           | Відбір до ЧЄ 2008                         | -    | 46'          |
| 13-10-2007 | Загреб                  | Хорватія           | 1 – 0                   | Ізраїль            | Відбір до ЧЄ 2008                         | -    |              |
| 16-10-2007 | Рієка                   | Хорватія           | 3 – 0                   | Словаччина         | товариський матч                          | -    | 70'          |
| 17-11-2007 | Скоп'є                  | Північна Македонія | 2 – 0                   | Хорватія           | Відбір до ЧЄ 2008                         | -    |              |
| 21-11-2007 | Лондон                  | Англія             | 2 – 3                   | Хорватія           | Відбір до ЧЄ 2008                         | -    |              |
| 6-2-2008   | Спліт                   | Хорватія           | 0 – 3                   | Нідерланди         | товариський матч                          | -    |              |
| 26-3-2008  | Глазго                  | Шотландія          | 1 – 1                   | Хорватія           | товариський матч                          | -    |              |
| 24-5-2008  | Рієка                   | Хорватія           | 1 – 0                   | Молдова            | товариський матч                          | -    |              |
| 31-5-2008  | Будапешт                | Угорщина           | 1 – 1                   | Хорватія           | товариський матч                          | -    |              |
| 8-6-2008   | Відень                  | Австрія            | 0 – 1                   | Хорватія           | ЧЄ 2008 - 1-й етап                        | 1    |              |
| 12-6-2008  | Клагенфурт-ам-Вертерзеє | Хорватія           | 2 – 1                   | Німеччина          | ЧЄ 2008 - 1-й етап                        | -    | 90+3'        |
| 20-6-2008  | Відень                  | Хорватія           | 1 – 1 д.ч. (1 - 3 п.п.) | Туреччина          | ЧЄ 2008 - чвертьфінал                     | -    |              |
| 6-9-2008   | Загреб                  | Хорватія           | 3 – 0                   | Казахстан          | Відбір до ЧС 2010                         | 1    | 85'          |
| 10-9-2008  | Загреб                  | Хорватія           | 1 – 4                   | Англія             | Відбір до ЧС 2010                         | -    |              |
| 11-10-2008 | Харків                  | Україна            | 0 – 0                   | Хорватія           | Відбір до ЧС 2010                         | -    |              |
| 15-10-2008 | Загреб                  | Хорватія           | 4 – 0                   | Андорра            | Відбір до ЧС 2010                         | 1    |              |
| 11-2-2009  | Бухарест                | Румунія            | 1 – 2                   | Хорватія           | товариський матч                          | -    | 61'          |
| 6-6-2009   | Загреб                  | Хорватія           | 2 – 2                   | Україна            | Відбір до ЧС 2010                         | 1    |              |
| 12-8-2009  | Мінськ                  | Білорусь           | 1 – 3                   | Хорватія           | Відбір до ЧС 2010                         | -    |              |
| 3-3-2010   | Брюссель                | Бельгія            | 0 – 1                   | Хорватія           | товариський матч                          | -    | 65'          |
| 19-5-2010  | Клагенфурт-ам-Вертерзеє | Австрія            | 0 – 1                   | Хорватія           | товариський матч                          | -    |              |
| 23-5-2010  | Осієк                   | Хорватія           | 2 – 0                   | Уельс              | товариський матч                          | -    |              |
| 11-8-2010  | Братислава              | Словаччина         | 1 – 1                   | Хорватія           | товариський матч                          | -    |              |
| 7-9-2010   | Загреб                  | Хорватія           | 0 – 0                   | Греція             | Відбір до ЧЄ 2012                         | -    |              |
| 9-10-2010  | Тель-Авів-Яфо           | Ізраїль            | 1 – 2                   | Хорватія           | Відбір до ЧЄ 2012                         | -    |              |
| 12-10-2010 | Загреб                  | Хорватія           | 2 – 1                   | Норвегія           | товариський матч                          | -    | 46'          |
| 17-11-2010 | Загреб                  | Хорватія           | 3 – 0                   | Мальта             | Відбір до ЧЄ 2012                         | -    |              |
| 26-3-2011  | Тбілісі                 | Грузія             | 1 – 0                   | Хорватія           | Відбір до ЧЄ 2012                         | -    |              |
| 29-3-2011  | Сен-Дені                | Франція            | 0 – 0                   | Хорватія           | товариський матч                          | -    |              |
| 3-6-2011   | Спліт                   | Хорватія           | 2 – 1                   | Грузія             | Відбір до ЧЄ 2012                         | -    |              |
| 10-8-2011  | Дублін                  | Ірландія           | 0 – 0                   | Хорватія           | товариський матч                          | -    |              |
| 6-9-2011   | Загреб                  | Хорватія           | 3 – 1                   | Ізраїль            | Відбір до ЧЄ 2012                         | 1    |              |
| 7-10-2011  | Афіни                   | Греція             | 2 – 0                   | Хорватія           | Відбір до ЧЄ 2012                         | -    |              |
| 11-10-2011 | Рієка                   | Хорватія           | 2 – 0                   | Латвія             | Відбір до ЧЄ 2012                         | -    |              |
| 11-11-2011 | Стамбул                 | Туреччина          | 0 – 3                   | Хорватія           | Відбір до ЧЄ 2012                         | -    |              |
| 15-11-2011 | Загреб                  | Хорватія           | 0 – 0                   | Туреччина          | Відбір до ЧЄ 2012                         | -    |              |
| 29-2-2012  | Загреб                  | Хорватія           | 1 – 3                   | Швеція             | товариський матч                          | -    | 73'          |
| 10-6-2012  | Познань                 | Ірландія           | 1 – 3                   | Хорватія           | ЧЄ 2012                                   | -    | 53'          |
| 14-6-2012  | Познань                 | Італія             | 1 – 1                   | Хорватія           | ЧЄ 2012                                   | -    |              |
| 18-6-2012  | Гданськ                 | Хорватія           | 0 – 1                   | Іспанія            | ЧЄ 2012                                   | -    |              |
| 15-8-2012  | Спліт                   | Хорватія           | 2 – 4                   | Швейцарія          | товариський матч                          | -    | 67'          |
| 7-9-2012   | Загреб                  | Хорватія           | 1 – 0                   | Північна Македонія | Відбір до ЧС 2014                         | -    |              |
| 11-09-2012 | Брюссель                | Бельгія            | 1 – 1                   | Хорватія           | Відбір до ЧС 2014                         | -    |              |
| 12-10-2012 | Скоп'є                  | Північна Македонія | 1 – 2                   | Хорватія           | Відбір до ЧС 2014                         | -    | 74' 84'      |
| 16-10-2012 | Осієк                   | Хорватія           | 2 – 0                   | Уельс              | Відбір до ЧС 2014                         | -    |              |
| 6-2-2013   | Лондон                  | Хорватія           | 4 – 0                   | Південна Корея     | товариський матч                          | -    | 71'          |
| 22-3-2013  | Загреб                  | Хорватія           | 2 – 0                   | Сербія             | Відбір до ЧС 2014                         | -    |              |
| 26-3-2013  | Суонсі                  | Уельс              | 1 – 2                   | Хорватія           | Відбір до ЧС 2014                         | -    | 66'          |
| 10-6-2013  | Женева                  | Хорватія           | 0 – 1                   | Португалія         | товариський матч                          | -    |              |
| 14-8-2013  | Вадуц                   | Ліхтенштейн        | 2 – 3                   | Хорватія           | товариський матч                          | -    | 66'          |
| 6-9-2013   | Белград                 | Сербія             | 1 – 1                   | Хорватія           | Відбір до ЧС 2014                         | -    |              |
| 11-10-2013 | Загреб                  | Хорватія           | 1 – 2                   | Бельгія            | Відбір до ЧС 2014                         | -    | 87'          |
| 15-10-2013 | Единбург                | Шотландія          | 2 – 0                   | Хорватія           | Відбір до ЧС 2014                         | -    |              |
| 15-11-2013 | Рейк'явік               | Ісландія           | 0 – 0                   | Хорватія           | Відбір до ЧС 2014                         | -    |              |
| 19-11-2013 | Загреб                  | Хорватія           | 2 – 0                   | Ісландія           | Відбір до ЧС 2014                         | -    | 90'          |
| 5-3-2014   | Санкт-Галлен            | Швейцарія          | 2 – 2                   | Хорватія           | товариський матч                          | -    | 56'          |
| 31-5-2014  | Осієк                   | Хорватія           | 2 – 1                   | Малі               | товариський матч                          | -    | 73'          |
| 6-6-2014   | Сальвадор               | Хорватія           | 1 – 0                   | Австралія          | товариський матч                          | -    | 59'          |
| 12-6-2014  | Сан-Паулу               | Бразилія           | 3 – 1                   | Хорватія           | ЧС 2014 - 1-й етап                        | -    |              |
| 18-6-2014  | Манаус                  | Камерун            | 0 – 4                   | Хорватія           | ЧС 2014 - 1-й етап                        | -    |              |
| 23-6-2014  | Ресіфі                  | Хорватія           | 1 – 3                   | Мексика            | ЧС 2014 - 1-й етап                        | -    |              |
| 4-9-2014   | Пула                    | Хорватія           | 2 – 0                   | Кіпр               | товариський матч                          | -    | 60'          |
| 9-9-2014   | Загреб                  | Хорватія           | 2 – 0                   | Мальта             | Відбір до ЧЄ 2016                         | 1    |              |
| 10-10-2014 | Софія (місто)           | Болгарія           | 0 – 1                   | Хорватія           | Відбір до ЧЄ 2016                         | -    |              |
| 13-10-2014 | Осієк                   | Хорватія           | 6 – 0                   | Азербайджан        | Відбір до ЧЄ 2016                         | 1    | 60'          |
| 16-11-2014 | Мілан                   | Італія             | 1 – 1                   | Хорватія           | Відбір до ЧЄ 2016                         | -    | 28'          |
| 28-3-2015  | Загреб                  | Хорватія           | 5 – 1                   | Норвегія           | Відбір до ЧЄ 2016                         | -    |              |
| 3-9-2015   | Баку                    | Азербайджан        | 0 – 0                   | Хорватія           | Відбір до ЧЄ 2016                         | -    | кап. 71'     |
| 6-9-2015   | Осло                    | Норвегія           | 2 – 0                   | Хорватія           | Відбір до ЧЄ 2016                         | -    |              |
| 10-10-2015 | Загреб                  | Хорватія           | 3 – 0                   | Болгарія           | Відбір до ЧЄ 2016                         | -    | 46'          |
| 23-3-2016  | Осієк                   | Хорватія           | 2 – 0                   | Ізраїль            | товариський матч                          | -    | 68'          |
| 26-3-2016  | Будапешт                | Угорщина           | 1 – 1                   | Хорватія           | товариський матч                          | -    | кап.         |
| 4-6-2016   | Рієка                   | Хорватія           | 10 – 0                  | Сан-Марино         | товариський матч                          | -    | 46'          |
| 12-6-2016  | Париж                   | Туреччина          | 0 – 1                   | Хорватія           | ЧЄ 2016 - 1-й етап                        | 1    |              |
| 17-6-2016  | Сент-Етьєн              | Чехія              | 2 – 2                   | Хорватія           | ЧЄ 2016 - 1-й етап                        | -    | 62'          |
| 25-6-2016  | Ланс                    | Хорватія           | 0 – 1 д.ч.              | Португалія         | ЧЄ 2016 - 1/8 фіналу                      | -    |              |
| 5-9-2016   | Загреб                  | Хорватія           | 1 – 1                   | Туреччина          | Відбір до ЧС 2018                         | -    | кап.         |
| 12-11-2016 | Загреб                  | Хорватія           | 2 – 0                   | Ісландія           | Відбір до ЧС 2018                         | -    | 46'          |
| 24-3-2017  | Загреб                  | Хорватія           | 1 – 0                   | Україна            | Відбір до ЧС 2018                         | -    | кап.         |
| 11-6-2017  | Рейк'явік               | Ісландія           | 1 – 0                   | Хорватія           | Відбір до ЧС 2018                         | -    | кап.         |
| 2-9-2017   | Загреб                  | Хорватія           | 1 – 0                   | Косово             | Відбір до ЧС 2018                         | -    | кап.         |
| 5-9-2017   | Ескішехір               | Туреччина          | 1 – 0                   | Хорватія           | Відбір до ЧС 2018                         | -    | кап.         |
| 6-10-2017  | Рієка                   | Хорватія           | 1 – 1                   | Фінляндія          | Відбір до ЧС 2018                         | -    | кап.         |
| 9-10-2017  | Київ                    | Україна            | 0 – 2                   | Хорватія           | Відбір до ЧС 2018                         | -    | кап.         |
| 9-11-2017  | Загреб                  | Хорватія           | 4 – 1                   | Греція             | Відбір до ЧС 2018                         | 1    | кап. 89'     |
| 12-11-2017 | Афіни                   | Греція             | 0 – 0                   | Хорватія           | Відбір до ЧС 2018                         | -    | кап. 90+1'   |
| 24-3-2018  | Маямі                   | Перу               | 2 – 0                   | Хорватія           | товариський матч                          | -    | кап.         |
| 3-6-2018   | Ліверпуль               | Бразилія           | 2 – 0                   | Хорватія           | товариський матч                          | -    | кап. 58'     |
| 8-6-2018   | Осієк                   | Хорватія           | 2 – 1                   | Сенегал            | товариський матч                          | -    | кап.         |
| 16-6-2018  | Калінінград             | Хорватія           | 2 – 0                   | Нігерія            | ЧС 2018 - 1-й етап                        | 1    | кап.         |
| 21-6-2018  | Нижній Новгород         | Аргентина          | 0 – 3                   | Хорватія           | ЧС 2018 - 1-й етап                        | 1    | кап.         |
| 26-6-2018  | Ростов                  | Ісландія           | 1 – 2                   | Хорватія           | ЧС 2018 - 1-й етап                        | -    | кап. 65'     |
| 1-7-2018   | Нижній Новгород         | Хорватія           | 1 – 1 д.ч. (3 – 2 п.п.) | Данія              | ЧС 2018 - 1/8 фіналу                      | -    | кап.         |
| 7-7-2018   | Сочі                    | Росія              | 2 – 2 д.ч. (3 – 4 п.п.) | Хорватія           | ЧС 2018 - чвертьфінал                     | -    | кап.         |
| 11-7-2018  | Москва                  | Хорватія           | 2 – 1 д.ч.              | Англія             | ЧС 2018 - півфінал                        | -    | кап. 119'    |
| 15-7-2018  | Москва                  | Франція            | 4 – 2                   | Хорватія           | ЧС 2018 - Фінал                           | -    | кап.         |
| 6-9-2018   | Лісабон                 | Португалія         | 1 – 1                   | Хорватія           | товариський матч                          | -    | кап. 55'     |
| 11-9-2018  | Ельче                   | Іспанія            | 6 – 0                   | Хорватія           | Ліга націй УЄФА 2018-2019 - 1-й етап      | -    | кап.         |
| 12-10-2018 | Рієка                   | Хорватія           | 0 – 0                   | Англія             | Ліга націй УЄФА 2018-2019 - 1-й етап      | -    | кап.         |
| 15-11-2018 | Загреб                  | Хорватія           | 3 – 2                   | Іспанія            | Ліга націй УЄФА 2018-2019 - 1-й етап      | -    | кап.         |
| 18-11-2018 | Лондон                  | Англія             | 2 – 1                   | Хорватія           | Ліга націй УЄФА 2018-2019 - 1-й етап      | -    | кап.         |
| 21-3-2019  | Загреб                  | Хорватія           | 2 – 1                   | Азербайджан        | Відбір до ЧЄ 2020                         | -    | кап. 90+2'   |
| 24-3-2019  | Будапешт                | Угорщина           | 2 – 1                   | Хорватія           | Відбір до ЧЄ 2020                         | -    | кап.         |
| 8-6-2019   | Осієк                   | Хорватія           | 2 – 1                   | Уельс              | Відбір до ЧЄ 2020                         | -    | кап.         |
| 11-6-2019  | Вараждин                | Хорватія           | 1 – 2                   | Туніс              | товариський матч                          | -    | 70'          |
| 6-9-2019   | Братислава              | Словаччина         | 0 – 4                   | Хорватія           | Відбір до ЧЄ 2020                         | -    | кап.         |
| 9-9-2019   | Баку                    | Азербайджан        | 1 – 1                   | Хорватія           | Відбір до ЧЄ 2020                         | 1    | кап.         |
| 10-10-2019 | Спліт                   | Хорватія           | 3 – 0                   | Угорщина           | Відбір до ЧЄ 2020                         | 1    | кап. 67'     |
| 13-10-2019 | Кардіфф                 | Уельс              | 1 – 1                   | Хорватія           | Відбір до ЧЄ 2020                         | -    | кап. 89' 90' |
| 16-11-2019 | Рієка                   | Хорватія           | 3 – 1                   | Словаччина         | Відбір до ЧЄ 2020                         | -    | кап.         |
| 7-10-2020  | Санкт-Галлен            | Швейцарія          | 1 – 2                   | Хорватія           | товариський матч                          | -    | 75'          |
| 11-10-2020 | Загреб                  | Хорватія           | 2 – 1                   | Швеція             | Ліга націй УЄФА 2020-2021 - 1-й етап      | -    | кап.         |
| 14-10-2020 | Загреб                  | Хорватія           | 1 – 2                   | Франція            | Ліга націй УЄФА 2020-2021 - 1-й етап      | -    | кап.         |
| 11-11-2020 | Стамбул                 | Туреччина          | 3 – 3                   | Хорватія           | товариський матч                          | -    | 77'          |
| 14-11-2020 | Сульна                  | Швеція             | 2 – 1                   | Хорватія           | Ліга націй УЄФА 2020-2021 - 1-й етап      | -    | кап.         |
| 17-11-2020 | Спліт                   | Хорватія           | 2 – 3                   | Португалія         | Ліга націй УЄФА 2020-2021 - 1-й етап      | -    | кап.         |
| 24-3-2021  | Любляна                 | Словенія           | 1 – 0                   | Хорватія           | Відбір до ЧС 2022                         | -    | кап.         |
| 27-3-2021  | Рієка                   | Хорватія           | 1 – 0                   | Кіпр               | Відбір до ЧС 2022                         | -    | кап.         |
| 30-3-2021  | Рієка                   | Хорватія           | 3 – 0                   | Мальта             | Відбір до ЧС 2022                         | 1    | 54'          |
| 1-6-2021   | Велика Гориця           | Хорватія           | 1 – 1                   | Вірменія           | товариський матч                          | -    | кап. 46'     |
| 6-6-2021   | Брюссель                | Бельгія            | 1 – 0                   | Хорватія           | товариський матч                          | -    | кап. 61'     |
| 13-6-2021  | Лондон                  | Англія             | 1 – 0                   | Хорватія           | ЧЄ 2020 - 1-й етап                        | -    | кап.         |
| 18-6-2021  | Глазго                  | Хорватія           | 1 – 1                   | Чехія              | ЧЄ 2020 - 1-й етап                        | -    | кап.         |
| 22-6-2021  | Глазго                  | Хорватія           | 3 – 1                   | Шотландія          | ЧЄ 2020 - 1-й етап                        | 1    | кап.         |
| 28-6-2021  | Копенгаген              | Хорватія           | 3 – 5 д.ч.              | Іспанія            | ЧЄ 2020 - чвертьфінал                     | -    | кап. 114'    |
| 8-10-2021  | Ларнака                 | Кіпр               | 0 – 3                   | Хорватія           | Відбір до ЧС 2022                         | -    | кап. 84'     |
| 11-10-2021 | Осієк                   | Хорватія           | 2 – 2                   | Словаччина         | Відбір до ЧС 2022                         | 1    | кап.         |
| 11-11-2021 | Валлетта                | Мальта             | 1 – 7                   | Хорватія           | Відбір до ЧС 2022                         | 1    | кап. 54'     |
| 14-11-2021 | Спліт                   | Хорватія           | 1 – 0                   | Росія              | Відбір до ЧС 2022                         | -    | кап.         |
| 26-3-2022  | Ер-Раян                 | Хорватія           | 1 – 1                   | Словенія           | товариський матч                          | -    | кап. 69'     |
| 29-3-2022  | Ер-Раян                 | Хорватія           | 2 – 1                   | Болгарія           | товариський матч                          | 1    | 72'          |
| 3-6-2022   | Осієк                   | Хорватія           | 0 – 3                   | Австрія            | Ліга націй УЄФА 2022—2023 - груповий етап | -    | 58'          |
| 6-6-2022   | Спліт                   | Хорватія           | 1 – 1                   | Франція            | Ліга націй УЄФА 2022—2023 - груповий етап | -    | кап. 79'     |
| 10-6-2022  | Копенгаген              | Данія              | 0 – 1                   | Хорватія           | Ліга націй УЄФА 2022—2023 - груповий етап | -    | 46'          |
| 13-6-2022  | Сен-Дені                | Франція            | 0 – 1                   | Хорватія           | Ліга націй УЄФА 2022—2023 - груповий етап | 1    | кап.         |
| 22-9-2022  | Загреб                  | Хорватія           | 2 – 1                   | Данія              | Ліга націй УЄФА 2022—2023 - груповий етап | -    | кап. 90+3'   |
| 25-9-2022  | Відень                  | Австрія            | 1 – 3                   | Хорватія           | Ліга націй УЄФА 2022—2023 - груповий етап | 1    | кап.         |
| 16-11-2022 | Ер-Ріяд                 | Саудівська Аравія  | 0 – 1                   | Хорватія           | товариський матч                          | -    | 65'          |
| 23-11-2022 | Ель-Хаур                | Марокко            | 0 – 0                   | Хорватія           | ЧС 2022 - груповий етап                   | -    | кап.         |
| 27-11-2022 | Ер-Раян                 | Хорватія           | 4 – 1                   | Канада             | ЧС 2022 - груповий етап                   | -    | кап. 85' 86' |
| 1-12-2022  | Ер-Раян                 | Хорватія           | 0 – 0                   | Бельгія            | ЧС 2022 - груповий етап                   | -    | кап.         |
| 5-12-2022  | Ель-Вакра               | Японія             | 1 – 1 д.ч. (1 - 3 п.п.) | Хорватія           | ЧС 2022 - 1/8 фіналу                      | -    | кап. 99'     |
| 9-12-2022  | Ер-Раян                 | Хорватія           | 1 – 1 д.ч. (4 – 2 п.п.) | Бразилія           | ЧС 2022 - чвертьфінал                     | -    | кап.         |
| 13-12-2022 | Лусаїл                  | Аргентина          | 3 – 0                   | Хорватія           | ЧС 2022 - півфінал                        | -    | кап. 81'     |
| 17-12-2022 | Ер-Раян                 | Хорватія           | 2 – 1                   | Марокко            | ЧС 2022 - 3-є місце                       | -    | кап.         |
| 25-3-2023  | Спліт                   | Хорватія           | 1 – 1                   | Уельс              | Відбір до ЧЄ 2024                         | -    | кап. 90+2'   |
| 28-3-2023  | Бурса                   | Туреччина          | 0 – 2                   | Хорватія           | Відбір до ЧЄ 2024                         | -    | кап. 84'     |
| 14-6-2023  | Роттердам               | Нідерланди         | 2 – 4 д.ч.              | Хорватія           | Ліга націй УЄФА 2022—2023 - півфінал      | 1    | кап. 119'    |
| 18-6-2023  | Роттердам               | Хорватія           | 0 – 0 д.ч. (4 – 5 п.п.) | Іспанія            | Ліга націй УЄФА 2022—2023 - фінал         | -    | кап.         |
| 8-9-2023   | Рієка                   | Хорватія           | 5 – 0                   | Латвія             | Відбір до ЧЄ 2024                         | -    | кап. 60'     |
| 11-9-2023  | Єреван                  | Вірменія           | 0 – 1                   | Хорватія           | Відбір до ЧЄ 2024                         | -    | кап.         |
| 12-10-2023 | Осієк                   | Хорватія           | 0 – 1                   | Туреччина          | Відбір до ЧЄ 2024                         | -    | кап. 89'     |
| 15-10-2023 | Кардіфф                 | Уельс              | 2 – 1                   | Хорватія           | Відбір до ЧЄ 2024                         | -    | кап.         |
| 18-11-2023 | Рига                    | Латвія             | 0 – 2                   | Хорватія           | Відбір до ЧЄ 2024                         | -    | кап. 86'     |
| 21-11-2023 | Загреб                  | Хорватія           | 1 – 0                   | Вірменія           | Відбір до ЧЄ 2024                         | -    | кап.         |
| 23-3-2024  | Каїр                    | Туніс              | 0 – 0 (4 – 5 п.п.)      | Хорватія           | товариський матч                          | -    | кап. 59'     |
| 26-3-2024  | Каїр                    | Єгипет             | 2 – 4                   | Хорватія           | товариський матч                          | -    | кап. 60'     |
| 8-6-2024   | Оейраш                  | Португалія         | 1 – 2                   | Хорватія           | товариський матч                          | 1    | кап. 54'     |
| Усього     |                         | Матчів (1 місце)   | 175                     |                    | Голів (6 місце)                           | 25   |              |

## Досягнення

### Командні
«Динамо» (Загреб)
Чемпіон Хорватії (3): 2005–06; 2006–07; 2007–08
Володар Кубка Хорватії (2): 2006–07; 2007–08
Володар Суперкубка Хорватії (1): 2006
«Реал Мадрид»
Чемпіон Іспанії (4): 2016–17, 2019–20, 2021–22, 2023–24
Володар Суперкубка Іспанії (5): 2012, 2017, 2019, 2021, 2023
Володар кубка Іспанії (2): 2013–14, 2022–23
Переможець Ліги Чемпіонів УЄФА (6): 2013–14, 2015–16, 2016–17, 2017–18, 2021–22, 2023-24
Володар Суперкубка УЄФА (4): 2014, 2016, 2017, 2022
Переможець Клубного чемпіонату світу (5): 2014, 2016, 2017, 2018, 2022
Міжконтинентальний кубок ФІФА (1): 2024
Хорватія
Віцечемпіон світу: 2018
Бронзовий призер чемпіонату світу: 2022

### Особисті
- Володар «Золотого м'яча» (1): 2018
- Найкращий гравець року за версією ФІФА (1): 2018
- Золотий м'яч Клубного чемпіонату світу (1): 2017
- Срібний м'яч Клубного чемпіонату світу (1): 2016
- Збірна Світу ФІФА (5): 2015, 2016, 2017, 2018, 2019
- Приз найкращому футболісту року в Європі за версією УЄФА (1): 2018
- Золотий м'яч Чемпіонату світу (1): 2018
- Найкращий півзахисник сезону за версією УЄФА (2): 2016-17, 2017-18
- Найкращий гравець року Першої хорватської футбольної ліги: 2007